# Belucistan (Pakistan)
Il Belucistan è la più vasta provincia del Pakistan, del quale costituisce circa il 48% della superficie totale. Confina con l'Iran a ovest, con l'Afghanistan, Aree tribali di amministrazione federale e la Provincia della Frontiera del Nord Ovest a nord e con il Punjab e il Sindh ad est. A sud è bagnato dal Mar Arabico. Il capoluogo, Quetta, è una città multi-etnica e multi-linguistica: la maggioranza dei suoi abitanti è composta da pashtun e non da beluci. Secondo il censimento del 2017, ha una popolazione di circa 12,3 milioni di abitanti. Le principali lingue parlate nella provincia sono il beluci e il brahui, seguite da pashtu, sindhi, hazaragi e persiano.   Si ritiene che il Belucistan sia ricchissimo di risorse minerarie e dopo il Sindh è il principale fornitore di gas naturale del Paese.

## Geografia fisica

### Territorio
Il Belucistan è situato sul margine sud-orientale dell'altopiano iraniano, in una posizione strategica tra l'altopiano iranico e la penisola arabica da una parte e tra l'Asia centrale e meridionale dall'altra; costituisce inoltre lo sbocco al mare più vicino dei Paesi dell'Asia centrale.
Con una superficie di 347.190 km², è la provincia più grande del Pakistan. La densità di popolazione, tuttavia, è molto bassa a causa del terreno in gran parte montuoso e della scarsità d'acqua. La regione meridionale è nota come Makran, mentre quella centrale come Kalat.
I Monti Sulaiman dominano l'angolo nord-orientale del Paese; tra le loro vette si snoda il passo Bolan, via naturale verso Kandahar, utilizzato in passato durante i tentativi di invasione britannica dell'Afghanistan. Gran parte della regione a sud di Quetta è costituita da terreni desertici con gruppetti di città situati quasi sempre in prossimità di fiumi e torrenti. Prolungamento occidentale dei monti Sulaymān sono le colline Bugti.
La capitale è Quetta, situata nella zona nord-orientale della provincia, la più popolosa. Sorge in una vallata presso il confine afghano ed è collegata tramite una strada a Kandahar, situata a nord-ovest. Sulla costa del Mare Arabico, a Gwadar, il governo pachistano, in collaborazione con quello cinese, sta procedendo nella costruzione di un grande porto.

### Clima
Inverni rigidi ed estati calde caratterizzano il clima degli altopiani più elevati, mentre su quelli più bassi le temperature invernali variano da quelle fredde dei distretti settentrionali a quelle temperate sui rilievi presso le coste del Makran. Le estati sono molto calde e asciutte, soprattutto nelle zone aride dei distretti di Chaghai e Kharan. Anche le zone di pianura sono molto calde nei mesi estivi e spesso si registrano temperature di 49 °C; gli inverni però sono più miti e le temperature non arrivano mai sotto zero. Nel deserto l'estrema aridità e le frequenti tempeste di sabbia rendono l'area davvero inospitale.

### Flora e fauna
Il clima desertico non favorisce lo sviluppo della vegetazione, localizzata perlopiù nei pressi delle oasi. L'albero che si incontra più frequentemente è la palma da datteri (Phoenix dactylifera). Anche la fauna è molto scarsa. Scomparsi i leoni (nel corso del XIX secolo), rimangono dromedari, leopardi (qui presenti con una particolare sottospecie, Panthera pardus sindica), gazzelle chinkara e sui monti una particolare forma di orso dal collare (Ursus thibetanus gedrosianus). Presso il confine con l'Iran, talvolta fa la sua comparsa il rarissimo ghepardo asiatico. Più diffusa l'avifauna. Lungo la costa depongono le uova tartarughe verdi e olivacee.

## Società

### Evoluzione demografica
Il Belucistan ha una popolazione di circa 10 milioni di abitanti, solo il 5% della popolazione totale del Pakistan. Di questi, il 40% sono Beluci e Brohi, mentre il 50% sono Pashtun e il 10% altre piccole minoranze (Hazara, Sindhi e Punjabi). I Beluci sono concentrati nelle zone scarsamente popolate del nord-ovest, dell'ovest, dell'est e del sud; i Brahui vivono soprattutto nel centro, mentre il nord è dominio dei Pashtun. I Vaghiri, che parlano una lingua simile ai Sindhi, così come i Lassi di Lasbela, vivono nel Kalat settentrionale e nel Mastung. Quetta, capitale della provincia, è abitata soprattutto da Pashtun e da minoranze hazara e punjabi. Tuttavia, anche molti Beluci vi si sono trasferiti dopo che questa è divenuta capitale, nel 1970.
Nei pressi della regione di Kalat e in altre aree vi è un numero significativo di abitanti di lingua beluci-brahui. Lungo la costa anche i Makrani parlano il beluci. Non bisogna inoltre dimenticare i rifugiati afghani (in predominanza Pashtun e Tagiki), che si trovano un po' ovunque nella provincia. Khuzdar ospita una notevole comunità di Hazara. Molti agricoltori sindhi si sono trasferiti nelle più fertili regioni dell'est. Tra i vari popoli che in decenni recenti hanno trovato rifugio in Belucistan ricordiamo Curdi, Punjabi, Mohajir e iranici.

## Storia
Nonostante l'aridità del territorio e l'inospitalità di alcune regioni, i ritrovamenti di Mehrgarh indicano che il Belucistan è abitato dall'uomo già dall'età della pietra e nei millenni successivi era attraversato da una via commerciale che dalla Valle dell'Indo giungeva fino in Mesopotamia. Nel VI secolo a.C. l'imperatore persiano Ciro il Grande conquistò il Makran e nei decenni successivi altri sovrani achemenidi posero il loro controllo su tutta la regione, che nel 330 a.C. passò sotto il dominio di Alessandro Magno. Il condottiero macedone attraversò proprio il Makran nel suo viaggio di ritorno dalle regioni più orientali del suo vastissimo impero. Fu una scelta piuttosto azzardata, dato che la scarsità di acqua e di viveri causò, secondo Plutarco, la morte di 45.000 uomini del suo esercito.
Dopo la scissione dell'Impero macedone, il Belucistan passò sotto il controllo di Greco-Battriani, Persiani Sasanidi, Arabi, Mongoli e Moghul. Agli inizi del XIX secolo attirò l'attenzione dei britannici, che volevano farne una testa di ponte per l'invasione dell'Afghanistan, peraltro mai riuscita. La resistenza dei Beluci fece sì che solo nel 1887 i coloni britannici poterono dichiarare il Belucistan territorio dell'impero. Tale rimase fino al 1947, quando venne costituito lo Stato del Pakistan.

## Economia
L'economia del Belucistan è basata soprattutto sull'estrazione di gas naturale, carbone e minerali vari. Le tribù nell'est della provincia si dedicano ad un'agricoltura di sussistenza, mentre lungo la costa non è infrequente la pesca.

## Geografia antropica
Per scopi amministrativi, la provincia è suddivisa in sei divisioni: Kalat, Makran, Nasirabad, Quetta, Sibi e Zhob. Questo livello amministrativo è stato abolito nel 2000, ma restaurato dopo le elezioni del 2008. Le sei divisioni sono ulteriormente suddivise in 32 distretti:

### Dettagli
| No. distretto | Distretto       | Capoluogo         | Superficie (km²) | Abitanti (1998) | Densità (abitanti/km²) | Divisione |
| ------------- | --------------- | ----------------- | ---------------- | --------------- | ---------------------- | --------- |
| 1             | Awaran          | Awaran            | 12,510           | 118,173         | 4                      | Kalat     |
| 2             | Barkhan         | Barkhan           | 3,514            | 103,545         | 29                     | Zhob      |
| 3             | Kachhi (Bolan)  | Dhadar            | 7,499            | 288,056         | 38                     | Nasirabad |
| 4             | Chagai          | Chagai            | 44,748           | 300,000         | 7                      | Quetta    |
| 5             | Dera Bugti      | Dera Bugti        | 10,160           | 181,310         | 18                     | Sibi      |
| 6             | Gwadar          | Gwadar            | 12,637           | 185,498         | 15                     | Makran    |
| 7             | Harnai          | Harnai            | 4,096            | 140,000         | 19                     | Sibi      |
| 8             | Jafarabad       | Dera Allahyar     | 2,445            | 432,817         | 177                    | Nasirabad |
| 9             | Jhal Magsi      | Jhal Magsi        | 3,615            | 109,941         | 30                     | Nasirabad |
| 10            | Kalat           | Kalat             | 6,622            | 237,834         | 36                     | Kalat     |
| 11            | Kech (Turbat)   | Turbat            | 22,539           | 413,204         | 18                     | Makran    |
| 12            | Kharan          | Kharan            | 8,958            | 132,500         | 4                      | Kalat     |
| 13            | Kohlu           | Kohlu             | 7,610            | 99,846          | 13                     | Sibi      |
| 14            | Khuzdar         | Khuzdar           | 35,380           | 417,466         | 12                     | Kalat     |
| 15            | Killa Abdullah  | Chaman            | 3,293            | 370,269         | 112                    | Quetta    |
| 16            | Killa Saifullah | Killa Saifullah   | 6,831            | 193,553         | 28                     | Zhob      |
| 17            | Lasbela         | Uthal             | 15,153           | 312,695         | 21                     | Kalat     |
| 18            | Loralai         | Loralai           | 9,830            | 295,555         | 30                     | Zhob      |
| 19            | Mastung         | Mastung           | 5,896            | 179,784         | 30                     | Kalat     |
| 20            | Musakhel        | Musa Khel Bazar   | 5,728            | 134,056         | 23                     | Zhob      |
| 21            | Nasirabad       | Dera Murad Jamali | 3,387            | 245,894         | 73                     | Nasirabad |
| 22            | Nushki          | Nushki            | 5,797            | 137,500         | 23                     | Quetta    |
| 23            | Panjgur         | Panjgur           | 16,891           | 234,051         | 14                     | Makran    |
| 24            | Pishin          | Pishin            | 7,819            | 367,183         | 47                     | Quetta    |
| 25            | Quetta          | Quetta            | 2,653            | 744,802         | 281                    | Quetta    |
| 26            | Sherani         | Sherani           |                  |                 |                        | Zhob      |
| 27            | Sibi            | Sibi              | 7,796            | 180,398         | 23                     | Sibi      |
| 28            | Washuk          | Washuk            | 29,510           | 118,171         | 4.0                    | Kalat     |
| 29            | Zhob            | Zhob              | 20,297           | 275,142         | 14                     | Zhob      |
| 30            | Ziarat          | Ziarat            | 1,489            | 33,340          | 22                     | Sibi      |
| (31)          | Lehri           | Bakhtiarabad      | 9,830            | 295,555         | 30                     | Nasirabad |
| (32)          | Sohbatpur       | Sohbatpur         | 7,796            | 180,398         | 23                     | Nasirabad |